# Puchar Świata w biathlonie 1993/1994
Puchar Świata w biathlonie 1993/1994 to 17. sezon w historii tej dyscypliny sportu. Pierwsze zawody odbyły się 9 grudnia 1993 r. w austriackim Bad Gastein, zaś sezon zakończył się 20 marca 1994 w kanadyjskim Canmore. Najważniejszą imprezą sezonu były igrzyska olimpijskie w Lillehammer oraz mistrzostwa świata w Canmore w biegu drużynowym (z powodu niewłączenia tej dyscypliny do programu igrzysk).
Klasyfikację generalną pań wygrała reprezentantka Białorusi Swietłana Paramygina. Druga w klasyfikacji była Włoszka Nathalie Santer, a trzecie miejsce zajęła Francuzka Anne Briand. Paramygina wygrała też klasyfikację sprintu, natomiast Santer triumfowała w klasyfikacji biegu indywidualnego. W Pucharze Narodów triumfowały Niemki.
Wśród panów triumf odniósł Francuz Patrice Bailly-Salins, który wyprzedził dwóch Niemców: Svena Fischera i Franka Lucka. Klasyfikację sprintu wygrał Fischer, a w klasyfikacji biegu indywidualnego najlepszy był Bailly-Salins. W Pucharze Narodów triumfowali Niemcy.

## Kalendarz
- Bad Gastein – 9 – 12 grudnia 1993
- Pokljuka – 16 – 19 grudnia 1993
- Ruhpolding – 13 – 16 stycznia 1994
- Anterselva – 20 – 23 stycznia 1994
- Lillehammer – 20 – 26 lutego 1994 (ZIO 1994)
- Hinton – 10 – 13 marca 1994
- Canmore – 15 – 20 marca 1994 (Bieg drużynowy zaliczany do MŚ)

## Mężczyźni

### Wyniki
| 1. Bad Gastein, 9.12.1993 – 12.12.1993 | 1. Bad Gastein, 9.12.1993 – 12.12.1993 | 1. Bad Gastein, 9.12.1993 – 12.12.1993                                       | 1. Bad Gastein, 9.12.1993 – 12.12.1993                                              | 1. Bad Gastein, 9.12.1993 – 12.12.1993                          |
| Data                                   | Konkurencja                            | miejsce                                                                      | miejsce                                                                             | miejsce                                                         |
| -------------------------------------- | -------------------------------------- | ---------------------------------------------------------------------------- | ----------------------------------------------------------------------------------- | --------------------------------------------------------------- |
| 9 grudnia 1993                         | Bieg indywidualny (20 km)              | Siergiej Tarasow                                                             | Ricco Groß                                                                          | Tomasz Sikora                                                   |
| 11 grudnia 1993                        | Sprint (10 km)                         | Patrice Bailly-Salins                                                        | Vesa Hietalahti                                                                     | Walerij Kirijenko                                               |
| 12 grudnia 1993                        | Sztafeta (4 × 7,5 km)                  | Białoruś Igor Chochriakow · Wadim Saszurin · Oleg Ryżenkow · Aleksandr Popow | Francja Thierry Dusserre · Patrice Bailly-Salins · Christian Dumont · Hervé Flandin | Niemcy Ricco Groß · Frank Luck · Mark Kirchner · Jens Steinigen |

| 2. Pokljuka, 16.12.1993 – 19.12.1993 | 2. Pokljuka, 16.12.1993 – 19.12.1993 | 2. Pokljuka, 16.12.1993 – 19.12.1993                            | 2. Pokljuka, 16.12.1993 – 19.12.1993                                                 | 2. Pokljuka, 16.12.1993 – 19.12.1993                                          |
| Data                                 | Konkurencja                          | miejsce                                                         | miejsce                                                                              | miejsce                                                                       |
| ------------------------------------ | ------------------------------------ | --------------------------------------------------------------- | ------------------------------------------------------------------------------------ | ----------------------------------------------------------------------------- |
| 16 grudnia 1993                      | Bieg indywidualny (20 km)            | Patrice Bailly-Salins                                           | Siergiej Czepikow                                                                    | Walerij Kirijenko                                                             |
| 18 grudnia 1993                      | Sprint (10 km)                       | Wiktor Majgurow                                                 | Sven Fischer                                                                         | Aleksandr Popow                                                               |
| 19 grudnia 1993                      | Sztafeta (4 × 7,5 km)                | Niemcy Peter Sendel · Frank Luck · Mark Kirchner · Sven Fischer | Francja Thierry Dusserre · Patrice Bailly-Salins · Gilles Marguet · Christian Dumont | Włochy Patrick Favre · Johann Passler · Wilfried Pallhuber · Andreas Zingerle |

| 3. Ruhpolding, 13.1.1994 – 16.1.1994 | 3. Ruhpolding, 13.1.1994 – 16.1.1994 | 3. Ruhpolding, 13.1.1994 – 16.1.1994                                              | 3. Ruhpolding, 13.1.1994 – 16.1.1994                                         | 3. Ruhpolding, 13.1.1994 – 16.1.1994                              |
| Data                                 | Konkurencja                          | miejsce                                                                           | miejsce                                                                      | miejsce                                                           |
| ------------------------------------ | ------------------------------------ | --------------------------------------------------------------------------------- | ---------------------------------------------------------------------------- | ----------------------------------------------------------------- |
| 13 stycznia 1994                     | Bieg indywidualny (20 km)            | Patrice Bailly-Salins                                                             | Wiktor Majgurow                                                              | Andreas Zingerle                                                  |
| 15 stycznia 1994                     | Sprint (10 km)                       | Patrick Favre                                                                     | Petr Garabík                                                                 | Oleg Ryżenkow                                                     |
| 16 stycznia 1994                     | Sztafeta (4 × 7,5 km)                | Francja Thierry Dusserre · Patrice Bailly-Salins · Lionel Laurent · Hervé Flandin | Włochy Patrick Favre · Johann Passler · Pieralberto Carrara · Hubert Leitgeb | Niemcy Jens Steinigen · Frank Luck · Mark Kirchner · Sven Fischer |

| 4. Anterselva, 20.1.1994 – 23.1.1994 | 4. Anterselva, 20.1.1994 – 23.1.1994 | 4. Anterselva, 20.1.1994 – 23.1.1994                                                 | 4. Anterselva, 20.1.1994 – 23.1.1994                          | 4. Anterselva, 20.1.1994 – 23.1.1994                                 |
| Data                                 | Konkurencja                          | miejsce                                                                              | miejsce                                                       | miejsce                                                              |
| ------------------------------------ | ------------------------------------ | ------------------------------------------------------------------------------------ | ------------------------------------------------------------- | -------------------------------------------------------------------- |
| 20 stycznia 1994                     | Bieg indywidualny (20 km)            | Sven Fischer                                                                         | Patrick Favre                                                 | Frank Luck                                                           |
| 22 stycznia 1994                     | Sprint (10 km)                       | Frank Luck                                                                           | Pieralberto Carrara                                           | Siergiej Tarasow                                                     |
| 23 stycznia 1994                     | Sztafeta (4 × 7,5 km)                | Rosja Walerij Miedwiedcew · Walerij Kirijenko · Siergiej Tarasow · Siergiej Czepikow | Niemcy Ricco Groß · Frank Luck · Mark Kirchner · Sven Fischer | Szwecja Ulf Johansson · Per Brandt · Leif Andersson · Fredrik Kuoppa |

| Igrzyska olimpijskie Lillehammer, 20.02.1994 - 26.02.1994 | Igrzyska olimpijskie Lillehammer, 20.02.1994 - 26.02.1994 | Igrzyska olimpijskie Lillehammer, 20.02.1994 - 26.02.1994     | Igrzyska olimpijskie Lillehammer, 20.02.1994 - 26.02.1994                         | Igrzyska olimpijskie Lillehammer, 20.02.1994 - 26.02.1994                         |
| Data                                                      | Konkurencja                                               | miejsce                                                       | miejsce                                                                           | miejsce                                                                           |
| --------------------------------------------------------- | --------------------------------------------------------- | ------------------------------------------------------------- | --------------------------------------------------------------------------------- | --------------------------------------------------------------------------------- |
| 20 lutego 1994                                            | Bieg indywidualny (20 km)                                 | Siergiej Tarasow                                              | Frank Luck                                                                        | Sven Fischer                                                                      |
| 23 lutego 1994                                            | Sprint (10 km)                                            | Siergiej Czepikow                                             | Ricco Groß                                                                        | Siergiej Tarasow                                                                  |
| 26 lutego 1994                                            | Sztafeta (4 × 7,5 km)                                     | Niemcy Ricco Groß · Frank Luck · Mark Kirchner · Sven Fischer | Rosja Walerij Kirijenko · Władimir Draczow · Siergiej Tarasow · Siergiej Czepikow | Francja Thierry Dusserre · Patrice Bailly-Salins · Lionel Laurent · Hervé Flandin |

| 5. Hinton, 10.3.1994 – 13.3.1994 | 5. Hinton, 10.3.1994 – 13.3.1994 | 5. Hinton, 10.3.1994 – 13.3.1994                                               | 5. Hinton, 10.3.1994 – 13.3.1994                              | 5. Hinton, 10.3.1994 – 13.3.1994                                                  |
| Data                             | Konkurencja                      | miejsce                                                                        | miejsce                                                       | miejsce                                                                           |
| -------------------------------- | -------------------------------- | ------------------------------------------------------------------------------ | ------------------------------------------------------------- | --------------------------------------------------------------------------------- |
| 10 marca 1994                    | Bieg indywidualny (20 km)        | Wilfried Pallhuber                                                             | Walerij Kirijenko                                             | Frank Luck                                                                        |
| 12 marca 1994                    | Sprint (10 km)                   | Sven Fischer                                                                   | Władimir Draczow                                              | Frank Luck                                                                        |
| 13 marca 1994                    | Sztafeta (4 × 7,5 km)            | Włochy Patrick Favre · Hubert Leitgeb · Pieralberto Carrara · Andreas Zingerle | Niemcy Ricco Groß · Frank Luck · Mark Kirchner · Sven Fischer | Francja Gilles Marguet · Patrice Bailly-Salins · Thierry Dusserre · Hervé Flandin |

| 6. Canmore, 15.3.1994 – 20.3.1994 | 6. Canmore, 15.3.1994 – 20.3.1994 | 6. Canmore, 15.3.1994 – 20.3.1994                                                    | 6. Canmore, 15.3.1994 – 20.3.1994                                                 | 6. Canmore, 15.3.1994 – 20.3.1994                                                  |
| Data                              | Konkurencja                       | miejsce                                                                              | miejsce                                                                           | miejsce                                                                            |
| --------------------------------- | --------------------------------- | ------------------------------------------------------------------------------------ | --------------------------------------------------------------------------------- | ---------------------------------------------------------------------------------- |
| 15 marca 1994                     | Drużynowo (10 km) MŚ              | Włochy Pieralberto Carrara · Hubert Leitgeb · Andreas Zingerle · Wilfried Pallhuber  | Rosja Władimir Draczow · Aleksiej Kobielew · Walerij Kirijenko · Siergiej Tarasow | Niemcy Steffen Hoos · Marco Morgenstern · Peter Sendel · Jens Steinigen            |
| 17 marca 1994                     | Bieg indywidualny (20 km)         | Hubert Leitgeb                                                                       | Wadim Saszurin                                                                    | Jon Åge Tyldum                                                                     |
| 19 marca 1994                     | Sprint (10 km)                    | Sylfest Glimsdal                                                                     | Wiktor Majgurow                                                                   | Patrice Bailly-Salins                                                              |
| 20 marca 1994                     | Sztafeta (4 × 7,5 km)             | Rosja Aleksiej Kobielew · Władimir Draczow · Walerij Kirijenko · Aleksandr Tropnikow | Białoruś Wiktor Majgurow · Oleg Ryżenkow · Aleksandr Popow · Wadim Saszurin       | Włochy Patrick Favre · Wilfried Pallhuber · Pieralberto Carrara · Andreas Zingerle |

### Klasyfikacje
| Miejsce | Zawodnik              | Punkty |
| ------- | --------------------- | ------ |
| 1.      | Patrice Bailly-Salins | 193    |
| 2.      | Sven Fischer          | 193    |
| 3.      | Frank Luck            | 163    |
| 4.      | Walerij Kirijenko     | 147    |
| 5.      | Wilfried Pallhuber    | 142    |
| 6.      | Ricco Groß            | 142    |
| 7.      | Siergiej Tarasow      | 141    |
| 8.      | Wiktor Majgurow       | 137    |
| 9.      | Andreas Zingerle      | 136    |
| 10.     | Władimir Draczow      | 113    |

| Miejsce | Zawodnik            | Punkty |
| ------- | ------------------- | ------ |
| 11.     | Wadim Saszurin      | 106    |
| 12.     | Hervé Flandin       | 101    |
| 13.     | Sylfest Glimsdal    | 100    |
| 14.     | Jiří Holubec        | 87     |
| 15.     | Petr Garabík        | 84     |
| 16.     | Ludwig Gredler      | 82     |
| 17.     | Pieralberto Carrara | 80     |
| 18.     | Patrick Favre       | 71     |
| 19.     | Hubert Leitgeb      | 69     |
| 20.     | Mark Kirchner       | 68     |

| Miejsce | Zawodnik              | Punkty |
| ------- | --------------------- | ------ |
| 1.      | Patrice Bailly-Salins | 96     |
| 2.      | Sven Fischer          | 93     |
| 3.      | Ricco Groß            | 88     |
| 4.      | Walerij Kirijenko     | 86     |
| 5.      | Frank Luck            | 85     |
| 6.      | Andreas Zingerle      | 73     |
| 7.      | Wilfried Pallhuber    | 72     |
| 8.      | Hervé Flandin         | 69     |
| 9.      | Siergiej Tarasow      | 67     |
| 10.     | Wadim Saszurin        | 59     |

| Miejsce | Zawodnik              | Punkty |
| ------- | --------------------- | ------ |
| 1.      | Sven Fischer          | 98     |
| 2.      | Patrice Bailly-Salins | 97     |
| 3.      | Wiktor Majgurow       | 87     |
| 4.      | Władimir Draczow      | 84     |
| 5.      | Frank Luck            | 78     |
| 6.      | Siergiej Tarasow      | 74     |
| 7.      | Wilfried Pallhuber    | 70     |
| 8.      | Sylfest Glimsdal      | 65     |
| 9.      | Andreas Zingerle      | 63     |
| 10.     | Walerij Kirijenko     | 61     |

| Miejsce | Reprezentacja | Punkty |
| ------- | ------------- | ------ |
| 1.      | Niemcy        | 3737   |
| 2.      | Włochy        | 3681   |
| 3.      | Rosja         | 3643   |
| 4.      | Białoruś      | 3528   |
| 5.      | Francja       | 3513   |
| 6.      | Norwegia      | 3395   |
| 7.      | Czechy        | 3240   |
| 8.      | Austria       | 3114   |
| 9.      | Słowenia      | 2611   |
| 10.     | Szwecja       | 2218   |

## Kobiety

### Wyniki
| 1. Bad Gastein, 9.12.1993 – 12.12.1993 | 1. Bad Gastein, 9.12.1993 – 12.12.1993 | 1. Bad Gastein, 9.12.1993 – 12.12.1993                                                    | 1. Bad Gastein, 9.12.1993 – 12.12.1993                              | 1. Bad Gastein, 9.12.1993 – 12.12.1993                                         |
| Data                                   | Konkurencja                            | miejsce                                                                                   | miejsce                                                             | miejsce                                                                        |
| -------------------------------------- | -------------------------------------- | ----------------------------------------------------------------------------------------- | ------------------------------------------------------------------- | ------------------------------------------------------------------------------ |
| 9 grudnia 1993                         | Bieg indywidualny (15 km)              | Nathalie Santer                                                                           | Nadija Biełowa                                                      | Simone Greiner-Petter-Memm                                                     |
| 11 grudnia 1993                        | Sprint (7,5 km)                        | Nathalie Santer                                                                           | Hildegunn Fossen                                                    | Gunn Margit Andreassen                                                         |
| 12 grudnia 1993                        | Sztafeta (4 × 7,5 km)                  | Norwegia Elin Kristiansen · Annette Sikveland · Gunn Margit Andreassen · Hildegunn Fossen | Czechy Petra Nosková · Jiřina Pelcová · Iveta Knížková · Eva Háková | Francja Delphyne Heymann · Emmanuelle Claret · Véronique Claudel · Anne Briand |

| 2. Bad Gastein, 14.12.1993 – 17.12.1993 | 2. Bad Gastein, 14.12.1993 – 17.12.1993 | 2. Bad Gastein, 14.12.1993 – 17.12.1993                                                  | 2. Bad Gastein, 14.12.1993 – 17.12.1993                                          | 2. Bad Gastein, 14.12.1993 – 17.12.1993                                      |
| Data                                    | Konkurencja                             | miejsce                                                                                  | miejsce                                                                          | miejsce                                                                      |
| --------------------------------------- | --------------------------------------- | ---------------------------------------------------------------------------------------- | -------------------------------------------------------------------------------- | ---------------------------------------------------------------------------- |
| 14 grudnia 1993                         | Bieg indywidualny (15 km)               | Anne Briand                                                                              | Natalja Snytina                                                                  | Nathalie Santer                                                              |
| 16 grudnia 1993                         | Sprint (7,5 km)                         | Elin Kristiansen                                                                         | Anne Elvebakk                                                                    | Nathalie Santer                                                              |
| 17 grudnia 1993                         | Sztafeta (4 × 7,5 km)                   | Białoruś Iryna Kakujewa · Natalja Piermiakowa · Natalja Ryżenkowa · Swietłana Paramygina | Norwegia Elin Kristiansen · Annette Sikveland · Anne Elvebakk · Hildegunn Fossen | Francja Corinne Niogret · Véronique Claudel · Delphyne Heymann · Anne Briand |

| 3. Ruhpolding, 13.1.1994 – 16.1.1994 | 3. Ruhpolding, 13.1.1994 – 16.1.1994 | 3. Ruhpolding, 13.1.1994 – 16.1.1994                                         | 3. Ruhpolding, 13.1.1994 – 16.1.1994                                         | 3. Ruhpolding, 13.1.1994 – 16.1.1994                                     |
| Data                                 | Konkurencja                          | miejsce                                                                      | miejsce                                                                      | miejsce                                                                  |
| ------------------------------------ | ------------------------------------ | ---------------------------------------------------------------------------- | ---------------------------------------------------------------------------- | ------------------------------------------------------------------------ |
| 13 stycznia 1994                     | Bieg indywidualny (15 km)            | Emmanuelle Claret                                                            | Swietłana Paramygina                                                         | Corinne Niogret                                                          |
| 15 stycznia 1994                     | Sprint (7,5 km)                      | Swietłana Paramygina                                                         | Nathalie Santer                                                              | Nadieżda Tałanowa                                                        |
| 16 stycznia 1994                     | Sztafeta (4 × 7,5 km)                | Francja Corinne Niogret · Véronique Claudel · Delphyne Heymann · Anne Briand | Niemcy Uschi Disl · Simone Greiner-Petter-Memm · Antje Harvey · Petra Schaaf | Rosja Olga Simuszyna · Anfisa Riezcowa · Natalja Snytina · Łuiza Noskowa |

| 4. Anterselva, 20.1.1994 – 23.1.1994 | 4. Anterselva, 20.1.1994 – 23.1.1994 | 4. Anterselva, 20.1.1994 – 23.1.1994                                         | 4. Anterselva, 20.1.1994 – 23.1.1994                                                | 4. Anterselva, 20.1.1994 – 23.1.1994                                         |
| Data                                 | Konkurencja                          | miejsce                                                                      | miejsce                                                                             | miejsce                                                                      |
| ------------------------------------ | ------------------------------------ | ---------------------------------------------------------------------------- | ----------------------------------------------------------------------------------- | ---------------------------------------------------------------------------- |
| 20 stycznia 1994                     | Bieg indywidualny (15 km)            | Anne Briand                                                                  | Lubow Bielakowa                                                                     | Uschi Disl                                                                   |
| 22 stycznia 1994                     | Sprint (7,5 km)                      | Swietłana Paramygina                                                         | Antje Harvey                                                                        | Olga Simuszyna                                                               |
| 23 stycznia 1994                     | Sztafeta (4 × 7,5 km)                | Niemcy Uschi Disl · Petra Schaaf · Simone Greiner-Petter-Memm · Antje Harvey | Norwegia Ann-Elen Skjelbreid · Annette Sikveland · Anne Elvebakk · Hildegunn Fossen | Francja Corinne Niogret · Véronique Claudel · Delphyne Heymann · Anne Briand |

| Igrzyska olimpijskie Lillehammer, 18.02.1994 - 25.02.1994 | Igrzyska olimpijskie Lillehammer, 18.02.1994 - 25.02.1994 | Igrzyska olimpijskie Lillehammer, 18.02.1994 - 25.02.1994                   | Igrzyska olimpijskie Lillehammer, 18.02.1994 - 25.02.1994                   | Igrzyska olimpijskie Lillehammer, 18.02.1994 - 25.02.1994                   |
| Data                                                      | Konkurencja                                               | miejsce                                                                     | miejsce                                                                     | miejsce                                                                     |
| --------------------------------------------------------- | --------------------------------------------------------- | --------------------------------------------------------------------------- | --------------------------------------------------------------------------- | --------------------------------------------------------------------------- |
| 18 lutego 1994                                            | Bieg indywidualny (15 km)                                 | Myriam Bédard                                                               | Anne Briand                                                                 | Uschi Disl                                                                  |
| 23 lutego 1994                                            | Sprint (7,5 km)                                           | Myriam Bédard                                                               | Swietłana Paramygina                                                        | Wałentyna Cerbe-Nesina                                                      |
| 25 lutego 1994                                            | Sztafeta (4 × 7,5 km)                                     | Rosja Nadieżda Tałanowa · Natalja Snytina · Łuiza Noskowa · Anfisa Riezcowa | Niemcy Uschi Disl · Antje Harvey · Simone Greiner-Petter-Memm · Petra Behle | Francja Corinne Niogret · Véronique Claudel · Delphyne Burlet · Anne Briand |

| 5. Hinton, 10.3.1994 – 13.3.1994 | 5. Hinton, 10.3.1994 – 13.3.1994 | 5. Hinton, 10.3.1994 – 13.3.1994                                             | 5. Hinton, 10.3.1994 – 13.3.1994                                                | 5. Hinton, 10.3.1994 – 13.3.1994                                              |
| Data                             | Konkurencja                      | miejsce                                                                      | miejsce                                                                         | miejsce                                                                       |
| -------------------------------- | -------------------------------- | ---------------------------------------------------------------------------- | ------------------------------------------------------------------------------- | ----------------------------------------------------------------------------- |
| 10 marca 1994                    | Bieg indywidualny (15 km)        | Swietłana Paramygina                                                         | Véronique Claudel                                                               | Anne Briand                                                                   |
| 12 marca 1994                    | Sprint (7,5 km)                  | Swietłana Paramygina                                                         | Véronique Claudel                                                               | Uschi Disl                                                                    |
| 13 marca 1994                    | Sztafeta (4 × 7,5 km)            | Niemcy Uschi Disl · Petra Schaaf · Simone Greiner-Petter-Memm · Antje Harvey | Francja Nathalie Beausire · Véronique Claudel · Emmanuelle Claret · Anne Briand | Norwegia Ann-Elen Skjelbreid · Åse Idland · Anne Elvebakk · Annette Sikveland |

| 6. Canmore, 15.3.1994 – 20.3.1994 | 6. Canmore, 15.3.1994 – 20.3.1994 | 6. Canmore, 15.3.1994 – 20.3.1994                                                        | 6. Canmore, 15.3.1994 – 20.3.1994                                                | 6. Canmore, 15.3.1994 – 20.3.1994                                                   |
| Data                              | Konkurencja                       | miejsce                                                                                  | miejsce                                                                          | miejsce                                                                             |
| --------------------------------- | --------------------------------- | ---------------------------------------------------------------------------------------- | -------------------------------------------------------------------------------- | ----------------------------------------------------------------------------------- |
| 15 marca 1994                     | Drużynowy (7,5 km) MŚ             | Białoruś Natalja Piermiakowa · Natalja Ryżenkowa · Iryna Kakujewa · Swietłana Paramygina | Norwegia Ann-Elen Skjelbreid · Åse Idland · Annette Sikveland · Hildegunn Fossen | Francja Emmanuelle Claret · Nathalie Beausire · Corinne Niogret · Véronique Claudel |
| 17 marca 1994                     | Bieg indywidualny (15 km)         | Uschi Disl                                                                               | Myriam Bédard                                                                    | Nathalie Santer                                                                     |
| 19 marca 1994                     | Sprint (7,5 km)                   | Nadieżda Tałanowa                                                                        | Swietłana Paramygina                                                             | Nathalie Santer                                                                     |
| 20 marca 1994                     | Sztafeta (4 × 7,5 km)             | Niemcy Uschi Disl · Petra Schaaf · Simone Greiner-Petter-Memm · Antje Harvey             | Stany Zjednoczone Beth Coats · Joan Smith · Laura Tavares · Ntala Skinner        | Norwegia Ann-Elen Skjelbreid · Åse Idland · Hildegunn Fossen · Annette Sikveland    |

### Klasyfikacje
| Miejsce | Zawodniczka                | Punkty |
| ------- | -------------------------- | ------ |
| 1.      | Swietłana Paramygina       | 215    |
| 2.      | Nathalie Santer            | 204    |
| 3.      | Anne Briand                | 173    |
| 4.      | Uschi Disl                 | 167    |
| 5.      | Nadieżda Tałanowa          | 138    |
| 6.      | Simone Greiner-Petter-Memm | 136    |
| 7.      | Myriam Bédard              | 134    |
| 8.      | Véronique Claudel          | 127    |
| 9.      | Hildegunn Fossen           | 121    |
| 10.     | Petra Schaaf               | 119    |

| Miejsce | Zawodniczka       | Punkty |
| ------- | ----------------- | ------ |
| 11.     | Emmanuelle Claret | 117    |
| 12.     | Antje Harvey      | 117    |
| 13.     | Elin Kristiansen  | 83     |
| 14.     | Lubow Bielakowa   | 77     |
| 15.     | Corinne Niogret   | 75     |
| 16.     | Nadija Biełowa    | 74     |
| 17.     | Annette Sikveland | 70     |
| 18.     | Jelena Biełowa    | 69     |
| 19.     | Åse Idland        | 67     |
| 20.     | Iryna Kakujewa    | 65     |

| Miejsce | Zawodniczka                | Punkty |
| ------- | -------------------------- | ------ |
| 1.      | Nathalie Santer            | 100    |
| 2.      | Swietłana Paramygina       | 99     |
| 3.      | Anne Briand                | 97     |
| 4.      | Uschi Disl                 | 88     |
| 5.      | Simone Greiner-Petter-Memm | 80     |
| 6.      | Petra Schaaf               | 80     |
| 7.      | Emmanuelle Claret          | 65     |
| 8.      | Myriam Bédard              | 61     |
| 9.      | Nadieżda Tałanowa          | 56     |
| 10.     | Véronique Claudel          | 54     |

| Miejsce | Zawodniczka                | Punkty |
| ------- | -------------------------- | ------ |
| 1.      | Swietłana Paramygina       | 116    |
| 2.      | Nathalie Santer            | 104    |
| 3.      | Nadieżda Tałanowa          | 82     |
| 4.      | Uschi Disl                 | 79     |
| 5.      | Anne Briand                | 76     |
| 6.      | Antje Harvey               | 73     |
| 7.      | Véronique Claudel          | 73     |
| 8.      | Myriam Bédard              | 73     |
| 9.      | Hildegunn Fossen           | 68     |
| 10.     | Simone Greiner-Petter-Memm | 56     |

| Miejsce | Reprezentacja     | Punkty |
| ------- | ----------------- | ------ |
| 1.      | Niemcy            | 3658   |
| 2.      | Francja           | 3640   |
| 3.      | Rosja             | 3605   |
| 4.      | Norwegia          | 3579   |
| 5.      | Czechy            | 3244   |
| 6.      | Białoruś          | 3092   |
| 7.      | Kanada            | 3036   |
| 8.      | Stany Zjednoczone | 2938   |
| 9.      | Ukraina           | 2653   |
| 10.     | Bułgaria          | 2460   |